# Шаолин
Шаоли́н (кит. упр. 召陵, пиньинь Shàolíng) — район городского подчинения городского округа Лохэ провинции Хэнань (КНР).

## История
Когда царство Цинь впервые в истории объединило Китай в единую централизованную империю, то в этих местах был создан уезд Чжаолин (召陵县).
При империи Цзинь из-за практики табу на имена, чтобы избежать использования иероглифа «чжао», входившего в личное имя основателя династии Сыма Чжао, уезд был переименован в Шаолин (邵陵县). При южной династии Сун уезду было возвращено прежнее написание названия, однако за иероглифом 召 было для этого случая закреплено чтение «шао» вместо «чжао».
При империи Суй в 585 году уезд Шаолин был присоединён к уезду Яньчэн (郾城县). При империи Тан в 621 году уезд был воссоздан, но в 627 году он был опять присоединён к уезду Яньчэн.
В 1948 году из состава уезда Яньчэн был выделен город Лохэ.
В 1949 году был создан Специальный район Сюйчан (许昌专区), и уезд Яньчэн вошёл в его состав.
В 1960 году уезд Яньчэн был присоединён к городу Лохэ, но в 1961 году они были вновь разделены.
В 1969 году Специальный район Сюйчан был переименован в Округ Сюйчан (许昌地区).
В 1986 году постановлением Госсовета КНР был расформирован округ Сюйчан, и уезд Яньчэн вошёл в состав новообразованного городского округа Лохэ.
В 2004 году постановлением Госсовета КНР уезд Яньчэн был расформирован, а вместо него были образованы районы Яньчэн и Шаолин.

## Административное деление
Район делится на 2 уличных комитета, 5 посёлков и 2 волости.